# Tokyo Blade
Tokyo Blade  es una banda inglesa de heavy metal, perteneciente al movimiento NWOBHM.Originarios de la ciudad de Salisbury, inicialmente se llamaron "Killer", luego "Genghis Khan" y tomaron su nombre actual en 1982.
Durante sus primeros años de actividad participaron en festivales junto a Venom y Metallica. En los años 80 también compartieron escenario con Blue Öyster Cult, Dio, Scorpions y Ozzy Osbourne.
En 2016, la formación clásica se reunió y volvieron a girar y publicar discos.

## Discografía
- 1983 - Tokyo Blade

- 1984 - Night of the Blade

- 1985 - Black Hearts and Jaded Spades

- 1987 - Ain't Misbehavin''

- 1989 - No Remorse

- 1995 - Burning Down Paradise

- 1998 - Pumphouse

- 2009 - Live in Germany

- 2011 - Thousand Men Strong
- 2018 - Unbroken
- 2020 - Dark Revolution
- 2022 - Fury
- 2025 - Time is the Fire